# Campeonato Panamericano de Balonmano Junior Femenino de 2014
El X Campeonato Panamericano de Balonmano Junior Femenino se disputó en Buenos Aires, Argentina entre el 1 y el 5 de abril de 2014 bajo la organización de la Federación Panamericana de Handball.. El torneo pone 3 plazas en juego para el Campeonato Mundial de balonmano Junior Femenino de Croacia 2014

## Grupo Único
| Equipo    | PTS | J | G | E | P | GF  | GC  | DG  |
| --------- | --- | - | - | - | - | --- | --- | --- |
| Brasil    | 8   | 5 | 4 | 0 | 1 | 164 | 98  | +66 |
| Uruguay   | 8   | 5 | 4 | 0 | 1 | 144 | 109 | +35 |
| Argentina | 8   | 5 | 4 | 0 | 1 | 131 | 115 | +16 |
| Paraguay  | 4   | 5 | 2 | 0 | 3 | 105 | 115 | -10 |
| Canadá    | 2   | 5 | 1 | 0 | 4 | 97  | 137 | -40 |
| Chile     | 0   | 5 | 0 | 0 | 5 | 96  | 163 | -67 |

### Resultados
| Fecha     | Hora  | Partido³  | Partido³ | Partido³  | Resultado |
| --------- | ----- | --------- | -------- | --------- | --------- |
| 1.04.2014 | 14:30 | Uruguay   | -        | Chile     | 35-19     |
| 1.04.2014 | 17:30 | Brasil    | -        | Paraguay  | 33-13     |
| 1.04.2014 | 19:30 | Argentina | -        | Canadá    | 25-16     |
| 2.04.2014 | 15:00 | Brasil    | -        | Canadá    | 34-20     |
| 2.04.2014 | 15:00 | Uruguay   | -        | Paraguay  | 26-16     |
| 2.04.2014 | 19:00 | Argentina | -        | Chile     | 33-23     |
| 3.04.2014 | 17:00 | Uruguay   | -        | Brasil    | 29-28     |
| 3.04.2014 | 19:00 | Argentina | -        | Paraguay  | 26-19     |
| 3.04.2014 | 19:00 | Canadá    | -        | Chile     | 27-23     |
| 4.04.2014 | 17:00 | Paraguay  | -        | Canadá    | 25-17     |
| 4.04.2014 | 19:00 | Brasil    | -        | Chile     | 36-18     |
| 4.04.2014 | 19:00 | Argentina | -        | Uruguay   | 29-24     |
| 5.04.2014 | 15:00 | Uruguay   | -        | Canadá    | 30-17     |
| 5.04.2014 | 17:00 | Paraguay  | -        | Chile     | 32-13     |
| 5.04.2014 | 19:00 | Brasil    | -        | Argentina | 33-18     |

| Brasil           |
| Campeón          |
| Brasil 6° título |

### Clasificación general
| 1 | Brasil    |
| 2 | Uruguay   |
| 3 | Argentina |
| 4 | Paraguay  |
| 5 | Canadá    |
| 6 | Chile     |

## Clasificados al Mundial 2014
| Bandera de Brasil | Bandera de Uruguay | Bandera de Argentina |
| Brasil            | Uruguay            | Argentina            |
| ----------------- | ------------------ | -------------------- |